# لقمان نيود
لقمان نيود (بالإندونيسية: Lukman Niode) (مواليد 21 أكتوبر 1963 - توفي 17 أبريل 2020) هو سبّاح إندونيسي، مثّل بلاده في الألعاب الأولمبية الصيفية 1984. توفي في 17 أبريل 2020 في مستشفى بيلني، بمدينة جاكرتا عن عمر ناهز 56 عامًا، بسبب COVID-19.

## روابط خارجية
لقمان نيود على موقع الاتحاد الدولي للسباحة (الإنجليزية)
- لقمان نيود على موقع SwimRankings.net (الإنجليزية)
- لقمان نيود على موقع اللجنة الأولمبية الدولية (الإنجليزية)
- لقمان نيود على موقع أوليمبيديا (الإنجليزية)